# Musée de la boxe
Le musée de la Boxe était un musée ethnographique inauguré le 20 mai 2005 dans le palais des Sports Jean-Claude Bouttier à Sannois, dans le département du Val-d'Oise.
Il est le premier musée consacré à ce sport en France. Il est fermé depuis 2018 faute de fréquentation.

## Description
Le musée abritait une collection riche de plus de 8 000 objets, et présentait un panorama de l'histoire de la boxe de l'Antiquité à nos jours, aussi bien dans le domaine sportif que culturel. On y trouvait des centaines de trophées, des documents historiques ainsi que des œuvres d'Art, s'échelonnant de 1800 à nos jours. Un ring et une salle d'entraînement y étaient reconstitués.